# Liste der Kulturgüter in Estavayer
Die Liste der Kulturgüter in Estavayer enthält alle Objekte in der Gemeinde Estavayer im Kanton Freiburg, die gemäss der Haager Konvention zum Schutz von Kulturgut bei bewaffneten Konflikten, dem Bundesgesetz vom 20. Juni 2014 über den Schutz der Kulturgüter bei bewaffneten Konflikten sowie der Verordnung vom 29. Oktober 2014 über den Schutz der Kulturgüter bei bewaffneten Konflikten unter Schutz stehen.
Objekte der Kategorien A und B sind vollständig in der Liste enthalten, Objekte der Kategorie C fehlen zurzeit (Stand: 1. Januar 2023).

## Kulturgüter
| Foto | | Objekt | Kat. | Typ | Standort                                                     | Beschreibung |
| ---- | --- | --- | ---- | --- | ------------------------------------------------------------ | --- |
| ja   | Datei hochladen · Wikidata zu Schloss Chenaux (Q2968921)                                                                                   | Schloss Chenaux, Pförtnerhaus und Wassergraben / Château de Chenaux, châtelet et fossé KGS-Nr.: 02031 | A    | G   | Estavayer-le-Lac, Chemin du Donjon 1 555015 / 189100         | |
| ja   | Datei hochladen · Wikidata zu Stiftskirche Saint-Laurent (Q29479055)                                                                       | Stiftskirche Saint-Laurent / Collégiale Saint-Laurent KGS-Nr.: 02032 | A    | G   | Estavayer-le-Lac, Place de l’Église 1 554876 / 188922        | |
| ja   | Datei hochladen · Wikidata zu Dominikanerinnenkloster von Estavayer (Q19604555)                                                            | Dominikanerinnenkloster mit Kirchenschatz / Monastère des Dominicaines avec trésor KGS-Nr.: 02033 | A    | G/S | Estavayer-le-Lac, Grand-Rue 3 554981 / 188772                | |
| ja   | Datei hochladen · Wikidata zu Town walls of Estavayer-le-Lac (Q29479059)                                                                   | Befestigungsanlagen / Fortifications KGS-Nr.: 02034 | A    | G   | Estavayer-le-Lac 554900 / 188900                             | Umfasst Ringmauer, Turm und Tor der Dominikanerinnen, grossen Turm des ehemaligen Savoyer Schlosses, Lombardy-Turm, Outrepont-Tor, Encuraz-Wehrerker, Thiolleyres-Tor, Cormontants-Turm, Assenti-Tor, Rochette-Tor, Ausbuchtung und Wachhaus, Chenaux-Ausfallpforte, Camus-Tor und Ecureuil-Turm. |
| ja   | Datei hochladen · Wikidata zu Residenz von Humbert von Savoyen, bekannt als der Bastard (Q29479063)                                        | Residenz von Humbert von Savoyen / Résidence d’Humbert de Savoie KGS-Nr.: 02035 | A    | G   | Estavayer-le-Lac, Rue du Musée 13 555007 / 188877            | |
| ja   | Datei hochladen · Wikidata zu Kapelle Sainte-Marguerite-et-Notre-Dame-de-Compassion, bekannt als Kapelle Rive (Q108164182)                 | Kapelle Sainte-Marguerite-et-Notre-Dame-de-Compassion / Chapelle Sainte-Marguerite-et-Notre-Dame-de-Compassion KGS-Nr.: 02038                                                                                          | A    | G   | Estavayer-le-Lac, Grand-Rue 44 554765 / 188901               | |
| ja   | Datei hochladen · Wikidata zu Haus der Herren von Estavayer, bekannt als die Sires (Q108165352)                                            | Haus der Herren von Estavayer / Maison des coseigneurs d’Estavayer KGS-Nr.: 02047 | A    | G   | Estavayer-le-Lac, Impasse de Motte-Châtel 8 554840 / 188982  | |
| ja   | Datei hochladen · Wikidata zu La Molière, mittelalterliche Schloss- und Burgruinen (Q3533599)                                              | La Molière, mittelalterliche Schloss- und Burgruinen / La Molière, ruines médiéval du château et du bourg KGS-Nr.: 02247                                                                                               | A    | G   | Murist, La Molière 1a 552920 / 183160                        | |
| ja   | Datei hochladen · Wikidata zu Pfarrkirche Saint-Maurice (Q29479057)                                                                        | Pfarrkirche Saint-Maurice / Église paroissiale Saint-Maurice KGS-Nr.: 09728 | A    | G   | Bussy, Route des Baudèzes 4 558097 / 187218                  | |
| ja   | Datei hochladen · Wikidata zu Pfarrkirche Saint-Pierre (Q29479058)                                                                         | Pfarrkirche Saint-Pierre / Église paroissiale Saint-Pierre KGS-Nr.: 09729 | A    | G   | Murist, Place de l’Église 1 551803 / 182333                  | |
| ja   | Datei hochladen · Wikidata zu Pensionat und Kapelle des Heiligsten Herzens (Q29479054)                                                     | Pensionat und Kapelle Sacré-Coeur / Pensionnat et chapelle du Sacré-Coeur KGS-Nr.: 09734 | A    | G   | Estavayer-le-Lac, Chemin du Sacré-Cœur 554957 / 188636       | |
| BW   | Datei hochladen · Wikidata zu Forel / En Chéseau, neolitische Pfahlbaustätten (Q123765887)                                                 | Forel / En Chéseau, neolitische Pfahlbaustätten / Forel / En Chéseau, stations lacustres néolithiques KGS-Nr.: 00041                                                                                                   | B    | F   | Vernay 557920 / 192660                                       | |
| ja   | Datei hochladen · Wikidata zu Grenette mit Ratssaal (Q29689706)                                                                            | Grenette mit Ratssaal / Grenette avec salle du Conseil KGS-Nr.: 02041 | B    | G   | Estavayer-le-Lac, Rue de l’Hôtel-de-Ville 11 554861 / 188807 | |
| BW   | Datei hochladen · Wikidata zu Hotel-Pension Bellevue (Q108165600)                                                                          | Hotel-Pension Bellevue KGS-Nr.: 02042 | B    | G   | Estavayer-le-Lac, Avenue de la Gare 103 554632 / 188373      | |
| ja   | Datei hochladen · Wikidata zu Haus Vevey (Q29689791)                                                                                       | Haus de Vevey / Maison de Vevey KGS-Nr.: 02044 | B    | G   | Estavayer-le-Lac, Rue de la Rochette 1 554730 / 188931       | |
| ja   | Datei hochladen · Wikidata zu Häuser Demierre (Q29689808)                                                                                  | Demierre-Häuser / Maisons Demierre KGS-Nr.: 02045 | B    | G   | Estavayer-le-Lac, Grand-Rue 6–8 554991 / 188806              | |
| BW   | Datei hochladen · Wikidata zu Haus Grangier (Q29689840)                                                                                    | Haus Grangier / Maison Grangier KGS-Nr.: 02049 | B    | G   | Estavayer-le-Lac, Place de l’Église 8 554913 / 188905        | |
| ja   | Datei hochladen · Wikidata zu Haus Griset de Forel (Q29689857)                                                                             | Haus Griset de Forel KGS-Nr.: 02050 | B    | G   | Estavayer-le-Lac, Rue de Forel 6 554920 / 188778             | |
| ja   | Datei hochladen · Wikidata zu Haus Pontherose (Q108168981)                                                                                 | Haus Pontherose / Maison Pontherose KGS-Nr.: 02051 | B    | G   | Estavayer-le-Lac, Grand-Rue 48 554727 / 188910               | |
| ja   | Datei hochladen · Wikidata zu Haus Juat (Q29689758)                                                                                        | Haus Juat / Maison Juat KGS-Nr.: 02053 | B    | G   | Estavayer-le-Lac, Impasse de Motte-Châtel 1 554836 / 188924  | |
| ja   | Datei hochladen · Wikidata zu Haus Treytorrens (Q29689724)                                                                                 | Haus Treytorrens / Maison Treytorrens KGS-Nr.: 02054 | B    | G   | Estavayer-le-Lac, Rue de l’Hôtel-de-Ville 10 554859 / 188863 | |
| BW   | Datei hochladen · Wikidata zu Haus des Gerbers und Ratsherrn Antoine Servant (Q29689775)                                                   | Haus des Gerbers und Ratsherrn Antoine Servant / Maison du tanneur et conseiller Antoine Servant KGS-Nr.: 02056 | B    | G   | Estavayer-le-Lac, Rue de l’Hôtel-de-Ville 7 554872 / 188828  | |
| ja   | Datei hochladen · Wikidata zu Doppelhaus von Etienne Rey (Q29689741)                                                                       | Doppelhaus von Étienne Rey / Maison double d’Étienne Rey KGS-Nr.: 02057 | B    | G   | Estavayer-le-Lac, Rue du Musée 15 555018 / 188882            | |
| ja   | Datei hochladen · Wikidata zu Kapelle Saint-Nicolas-de-Myre. (Q29689679)                                                                   | Kapelle Saint-Nicolas-de-Myre / Chapelle Saint-Nicolas-de-Myre KGS-Nr.: 02062 | B    | G   | Franex 552931 / 182558                                       | |
| ja   | Datei hochladen · Wikidata zu Schloss der Herren von Vuissens, danach Sitz des Landvogts (Q29689566)                                       | Schloss der Herren von Vuissens, danach Sitz des Landvogts / Château des seigneurs de Vuissens puis résidence baillivale KGS-Nr.: 02356                                                                                | B    | G   | Vuissens, Rue du Château 14–16 548640 / 176475               | |
| ja   | Datei hochladen · Wikidata zu Schlossscheune (Q29689691)                                                                                   | Schlossscheune / Grange du château KGS-Nr.: 02357 | B    | G   | Vuissens, Rue du Château 26 548685 / 176425                  | |
| BW   | Datei hochladen · Wikidata zu Gallorömische Villa La Vuardaz - Part Estavayer (Q123786777)                                                 | La Vuardaz, gallo-römische Villa / La Vuardaz, villa gallo-romaine KGS-Nr.: 09596 | B    | F   | Font, La Vuardaz 553500 / 187276                             | Objekt liegt zum Teil auf dem Gemeindegebiet von Châtillon (Nr. 09595) |
| ja   | Datei hochladen · Wikidata zu Ehemalige Gemeindeschule, danach Café de la Croix Fédérale (Q29689551)                                       | Ehemalige Gemeindeschule, danach Café de la Croix Fédérale / Ancienne école municipale, puis Café de la Croix Fédérale KGS-Nr.: 13066                                                                                  | B    | G   | Estavayer-le-Lac, Place Saint-Claude 1 554920 / 188975       | |
| ja   | Datei hochladen · Wikidata zu Pfarrhaus (Q29689582)                                                                                        | Pfarrhaus / Cure KGS-Nr.: 13067 | B    | G   | Estavayer-le-Lac, Rue Saint-Laurent 7–9 554896 / 188964      | |
| BW   | Datei hochladen · Wikidata zu Landhaus von François-Joseph Demierre (Q29689661)                                                            | Landhaus von François-Joseph Demierre / Maison rurale de François-Joseph Demierre KGS-Nr.: 13068 | B    | G   | Estavayer-le-Lac, La Corbière 1 556024 / 190037              | |
| ja   | Datei hochladen · Wikidata zu Ehemalige Kirche Saint-Jean-Baptiste, Spitalkapelle des Templer- und späteren Johanniterpriorats (Q29689536) | Ehemalige Kirche Saint-Jean-Baptiste, Spitalkapelle des Templer- und späteren Johanniterpriorats / Ancienne église Saint-Jean-Baptiste, chapelle-hôpital du prieuré des Templiers puis des Hospitaliers KGS-Nr.: 13341 | B    | G   | Montbrelloz, Chemin de l’Église 7 557846 / 189308            | |
| BW   | Datei hochladen · Wikidata zu Pfarrkirche Saint-Jean-Baptiste (Q29689598)                                                                  | Pfarrkirche Saint-Jean-Baptiste / Église paroissiale Saint-Jean-Baptiste KGS-Nr.: 13342 | B    | G   | Montbrelloz, Route du Pra 82 557814 / 189430                 | |
| ja   | Datei hochladen · Wikidata zu Pfarrkirche Saint-Vincent (Q29689629)                                                                        | Pfarrkirche Saint-Vincent / Église paroissiale Saint-Vincent KGS-Nr.: 13354 | B    | G   | Vuissens, Grand-Rue 40 548571 / 176543                       | |
| ja   | Datei hochladen · Wikidata zu Gemeinschaftshaus mit Kelterei, dann Schule, Obstfabrik und Regentenhaus (Q29689645)                         | Gemeinschaftshaus mit Kelterei, dann Schule, Obstfabrik und Regentenhaus / Maison de commune avec pressoir puis école, fruiterie et logement du régent KGS-Nr.: 13355                                                  | B    | G   | Vuissens, Grand-Rue 32 548547 / 176481                       | |
| ja   | Datei hochladen · Wikidata zu Kirche Saint-Sulpice (Q29689614)                                                                             | Kirche Saint-Sulpice / Église Saint-Sulpice KGS-Nr.: 13368 | B    | G   | Font, Chemin du Château 51 552254 / 187233                   | |